# Greenaspis elongata
Greenaspis elongata är en insektsart som först beskrevs av Green 1896.  Greenaspis elongata ingår i släktet Greenaspis och familjen pansarsköldlöss. Inga underarter finns listade i Catalogue of Life.